# Петко Пухов
Петко Тодоров Пухов, известен като Пухата, е български революционер, одрински деец на Вътрешната македоно-одринска революционна организация.

## Биография
Петко Пухов е роден в 1880 година в Малко Търново. В 1899 година е покръстен във ВМОРО от Петко Напетов в село Мокрешево, Лозенградско. Влиза в малкотърновския революционен комитет, председателстван от учителя Стефан Добрев. Участва в подготовката на въстанието и предприема организационни обиколки. Участва в акциите на четата на Георги Кондолов. На него и на Георги Костадиев е възложено от Михаил Герджиков убийството на чорбаджията Анагности Дяков. Участва в сражението при Сърмашик през май 1903 година, в което загиват войводата Пано Ангелов и четникът Никола Равашола, а Пухов, ранен в дясната ръка, успява да се измъкне към Стоилово и оттам заминава на лечение в Бургас.
Участва в Илинденско-Преображенското въстание като четник на Кондолов в Паспаловския участък. След разгрома на въстанието и смъртта на Кондолов се оттегля в България и се установява във Варна.